# Heksenetter
Heksenetter är en norsk svartvit dramafilm från 1954 i regi av Leif Sinding. I huvudrollen som generalmajor Arthur Ranlow ses Georg Løkkeberg.

## Handling
Det stora kriget befinner sig i slutskedet och generalmajor Arthur Ranlow beordrar ett angrepp på fiendens atomanläggning. Han har helt och hållet ett personligt motiv till attacken då officerarna han utser är män han misstänker är friare till hans hustru. Alla fyra officerarna dör under angreppet.
Handlingen flyttas framåt i tid och skildrar Ranlow i hans stuga. Sergeant Sander är hans tjänare och deras tillvaro präglas av ockulta intressen. I deras samtal framkommer att Ranlow blivit avskedad från armén. Sander ska dra för gardinerna när han ser en främmande kvinna utanför. Ranlow beordrar att hon ska komma in i huset och när så sker försämras Ranlows hälsomässiga och mentala tillstånd.

## Rollista
- Georg Løkkeberg – Arthur Ranlow, generalmajor
- Bab Christensen – Lilian
- Bjarne Andersen – Sander
- Fridtjof Mjøen – Robert Norvald, doktor
- Ingerid Vardund – Vera Ranlow
- Rolf Falkenberg Smith – Venge, major
- Bjørn Bergh-Pedersen – Tregenna, major
- Folkmann Schaanning – teaterchefen
- Hjalmar Fries – Dr. Thorne
- Arvid Nilssen – en arbetare på kyrkogården
- Egil Hjorth-Jenssen – en arbetare på kyrkogården
- Richard Røgeberg – Lanner, löjtnant
- Wenche Løfsgård – en kvinna på nattklubben
- Sidsel Meyer – en kvinna på nattklubben
- Pelle Christensen – trubadursångare på nattklubben
- René Jacquet – plakatmannen
- Torhild Lindal – sjuksyster
- Grethe Dahl – sjuksyster
- Edith Ottosen – kvinna på nattklubben
- Oscar Amundsen – man på nattklubben
- Per Aaeng – ung man hos teaterchefen
- Kristin Larssen – flicka
- Margaret Pollen – dansare på nattklubben
- William Lewis – revydansare

## Om filmen
Heksenetter producerades av Per Gunnar Jonson för bolaget Vesta-Film AS. Den regisserades av Leif Sinding och bygger på hans skådespel Vampyren. Pjäsen omarbetades till filmmanus av Sinding, Bjørn Bergh-Pedersen och Bjarne Andersen. De båda sistnämnda hade även roller i filmen. Filmen fotades av Jonson och klipptes av Pierre Bardh med montage av Eric Nordemar.
Filmen hade premiär i Norge den 23 augusti 1954.

## Musik
Musiken komponerades av Bjørn Woll. I övrigt användes sången "Elskede, hvor er du?" med melodi av Finn Ludt och text av Egil Hagen.